# 299 Thora
Thora (asteroide 299) é um asteroide da cintura principal com um diâmetro de 17,06 quilómetros, a 2,2853435 UA. Possui uma excentricidade de 0,0614867 e um período orbital de 1 387,92 dias (3,8 anos).
Thora tem uma velocidade orbital média de 19,08698005 km/s e uma inclinação de 1,60141º.
Esse asteroide foi descoberto em 6 de Outubro de 1890 por Johann Palisa.